# Agrecano
El agrecano también denominado proteína central proteoglicada cartílago-específica es una proteína que en los seres humanos se codifica mediante el gen ACAN. El gen ACAN forma parte de la familia de la lectina. Dentro de esta familia también se encuentran el Neurocan y el Brevican, presentes en el cerebro y codificados por los genes NCAN y BCAN, respectivamente. El agrecano está formado por 2316 aminoácidos y se puede encontrar en múltiples isoformas debido a la alternancia en sus uniones. Recibe el nombre de agrecano por su propiedad de agregación. 
Su masa molecular es de 2500 kDa aproximadamente.  La proteína es el principal componente proteoglicano, con carga negativa, de la matriz extracelular del cartílago. 
Los principales encargados de la secreción de esta proteína son los condrocitos y sus componentes principales son el condroitín sulfato en sus distintas isoformas (principalmente el condroitín-6-sulfato), el queratán sulfato y el dermatán sulfato. Estos residuos responsables de las modificaciones se encuentran situados en regiones diferentes. El condroitín sulfato, de consistencia gelatinosa, es el glicosaminoglicano más abundante. Cada cadena está formada entre 25 y 30 unidades de disacáridos iguales (D-Glucuronato unido a un N-acetil-D-galactosamina-6-sulfato). Los grupos hidroxil, no glicosídicos, están substituidos por grupos aminos y se encuentran formando grupos carboxil o se esterifican mediante ácido sulfúrico. Las cadenas de queratán sulfato son más cortas y su peso molecular medio oscila entre los 5-10 kDa. Los disacáridos que forman su cadena son D-Galactosa unida a N-acetil-D-glucosamina-6-sulfato.
El agrecano es uno de los proteoglicanos más importantes en las articulaciones y constituye el 90% de la masa de proteoglicanos del cartílago humano. Se diferencian proteoglicanos de baja y alta velocidad de sedimentación. Los estratos superficiales del cartílago articular contienen principalmente agregados del primer tipo mientras que las regiones más profundas contienen ambos.

## Estructura

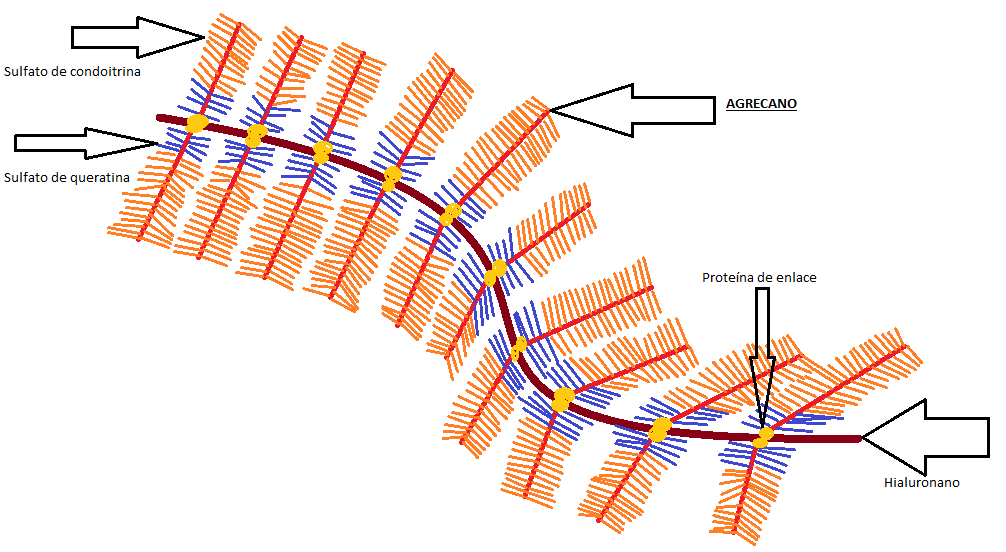
Agrecano

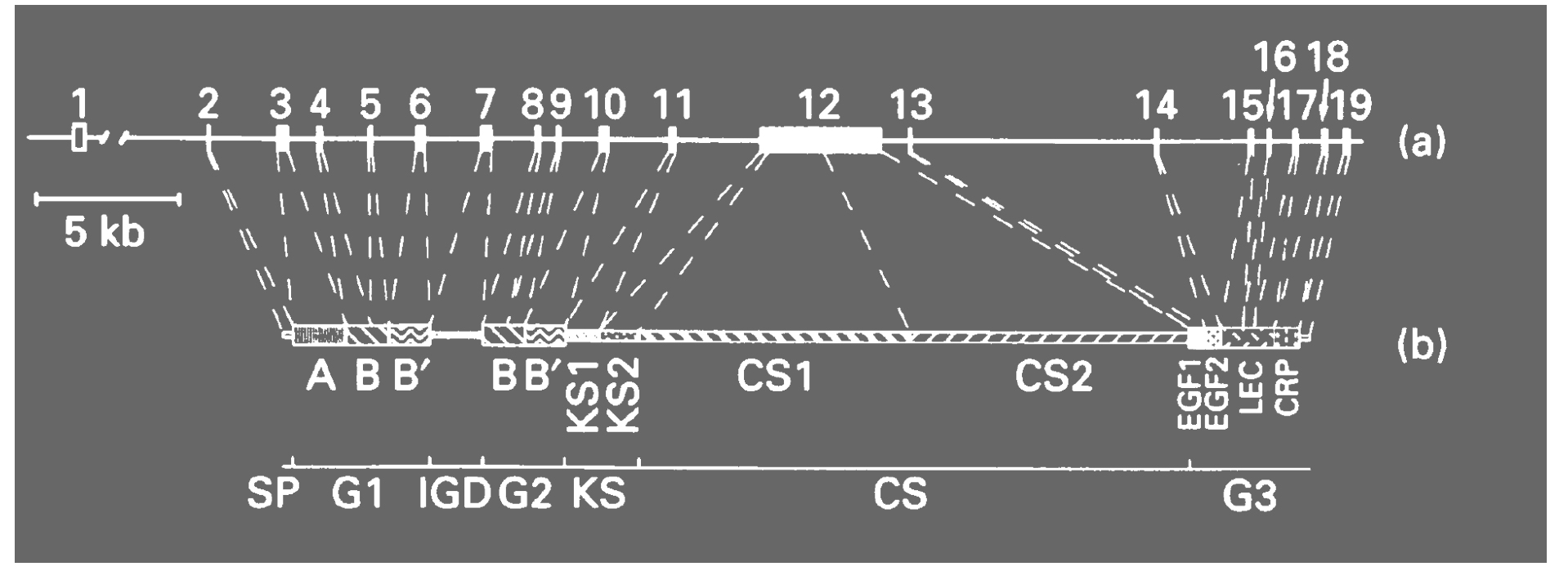
Estructura del gen

Presenta una estructura molecular similar a una escobilla. Sus filamentos son subunidades de proteoglicano: una molécula proteica lineal y larga, adornada con glucosaminoglicanos más pequeños, principalmente sulfato de condroitina y sulfato de queratina, que se encuentran flotando de manera libre en el líquido sinovial, y que se fijan de forma no covalente a un esqueleto de ácido hialurónico a intervalos de 200 a 300 Å.
La unión entre los terminales N de estas subunidades es altamente susceptible a la proteólisis por parte de algunas enzimas como puede ser la agrecanasa.
El agrecano se une al ácido hialurónico a través de la región de unión del ácido, formando complejos supramoleculares junto con la proteína de enlace, y permanecen inmovilizados dentro de la red de colágeno del cartílago. También se une a diversos oligosacáridos que contienen galactosa y fucosa por el dominio selectina como una manera dependiente del Ca ++. 
Este proteoglicano se distribuye por toda la MEC y contacta con las células mediante receptores específicos para el ácido hialurónico, fundamentalmente el CD44 y el CD5414. 
El CD54 es una cadena de la molécula de adhesión intercelular -1 (ICAM-1) y parece actuar como factor de supervivencia para los condrocitos.
Los agregados de proteoglicanos dotan de turgencia al cartílago y al cartílago articular y confieren las propiedades osmóticas para soportar las cargas de compresión. Debido a su patrón estructural, el agrecano se encuentra distribuido en diferentes tejidos del organismo, como el cerebro, la arteria aorta, tendón y sobre todo en el cartílago. También se encuentra en tejidos conectivos, pero en cantidades más pequeñas.
El gen agrecano humano contiene exactamente 19 exones y 18 intrones. El tamaño de cada exon varia desde 77 hasta 4.224 bp. La proteína está codificada por una secuencia de 492 nucleótidos .Es una proteína multi dominio formada principalmente por tres dominios globulares y tres dominios lineales.  En el extremo N-Terminal (terminal amino) podemos localizar dos dominios globulares G1 y G2, separados por un dominio lineal IGD (dominio ínter-globular). En el otro extremo C-terminal (terminal carboxilo) encontraremos un tercer dominio globular G3 separado por un amplio dominio KS y CS .  El resultado es una estructura del tipo (N-G1-IGD-G2-KS-CS-G3-C). 

### Dominio G1
El dominio G1 se caracteriza por tener una estructura de tres regiones (A, B y B´). La región A muestra una secuencia de aminoácidos muy similar a la de las inmunoglobulinas. Las otras dos son simplemente proteoglicanos repetidos. 
El dominio G1 se encuentra unido de forma no covalente a la molécula de hialuronano, a través de proteínas de unión, formando un complejo agrecano-hialuronano. La unión de muchas moléculas agrecano-hialuronano conduce a la formación de macromoléculas agregadas que se quedan inmovilizadas dentro de la red de colágeno del cartílago, proporcionando grandes habilidades de soporte de fuerzas físicas con una deformación mínima. 
La región A del dominio G1 está codificada por el exón 3, la B por los exones 4 y 5, y la B´ por el exón 6.
Esta región prevé un plegamiento en dos hojas B de conformación “sándwich” (orientación paralela) estabilizadas por un enlace disulfuro.
Además de su interacción con el ácido hialurónico (HA), el dominio G1 interactúa con la proteína de enlace, y por eso forma la adhesión que sostiene unido el complejo ternario de la matriz. El complejo ternario tiene un papel muy importante y fundamental en el mantenimiento de una red estable en la matriz del cartílago. Los dominios G1 inhiben la modificación GAG y la secreción de producto. Estas funciones parecen jugar un papel clave para el control de calidad de proteoglicanos.

### Dominio G2 y IGD
El dominio G2 se compone de un segundo par de regiones B y B´, que son homólogas a las regiones B y B´ del dominio G1, pero éstas no se encuentran unidas a moléculas de hialuronano. Su función es desconocida. La región B es codificada por los exones 8 y 9, y la región B´ por el exón 10. Es el segundo dominio globular de la secuencia N-terminal. El tamaño y la organización de estos exones son exactamente iguales a los exones del dominio G1,  muestran una similitud de 67%  en la secuencia de aminoácidos.  Este hecho sugiere claramente que las regiones de los dominios G1 y G2 fueron derivadas del mismo origen, es decir, del mismo gen ancestral que fue duplicado. 
La región corta extendida que separa los dominios G1 y G2 se conoce como dominio interglobular (IGD) y está codificado por el exón 7 del agrecano. Esta región es única para la molécula de agrecano ya que otros miembros de esta familia carecen de esta región. 
Diversas pruebas han determinado que el IGD tiene una longitud constante de 25 nm y es relativamente rígido e inflexible. El dominio IGD es la zona de ataque proteolítico en el agrecano durante la degradación del cartílago patológico.

### Dominios KS (Sulfato de queratina) y CS (Sulfato de condroitina)
El dominio KS es el dominio que sigue al G2 y consta de dos regiones: KS1 y KS2. Se encuentra entre los dominios G2 y CS. El KS1 está codificado por el exón 11 y el KS2 por el exón 12. Hay alrededor de 30 cadenas de KS unidas a la molécula de agrecano madura. La secuencia de aminoácidos de este dominio varía entre las diferentes especies.
La función de este dominio no es muy clara. Puede estar involucrado en la distribución tisular del agrecano. Las cadenas de sulfato de queratina pueden contribuir al desarrollo del tejido.
El dominio CS consta de dos regiones CS1 y CS2. Se encuentra entre los dominios KS y G3 y es el dominio más largo. Las dos regiones CS1 y CS2 se encuentran codificadas por el mismo exón 12 de KS2 con un tamaño de aproximadamente 3’5 kb. Este dominio está compuesto de unas 120 Ser-Gly. Es el mayor dominio del agrecano y está formado aproximadamente por 100 cadenas de sulfato de condroitina. Las cadenas de sulfato de condroitina cargadas negativamente de este dominio dan la función principal del agrecano como proteoglicano estructural y le otorga su capacidad de mantener gran cantidad de agua en la matriz extracelular.

### Dominio G3
El dominio G3 es una región compleja producida por el corte y empalme alternativo de exones durante el proceso post-transcripcional. Este dominio consta de cuatro regiones: EGF1, EGF2, LEC Y CRP situadas en el extremo C-terminal. 
EGF1 y EGF2 son factores de crecimiento epidérmico. Están codificados por los exones 13 y 14 respectivamente. La región LEC se encuentra codificada por tres exones: 15,16 y 17 y la región CRP por el exón 18. La mayor función del dominio G3 parece estar relacionada con el tráfico intracelular del agrecano.

## Función
El agrecano junto con el colágeno del tipo II es un componente fundamental para la estructura y la función del cartílago de las articulaciones. Un agrecano agrupa proteoglicanos sobre una hebra de ácido hialurónico que forman complejos moleculares de gran tamaño, donde los grupos carboxilos terminales de carga negativa de los GAGs sulfatados se comportan hidrofilicamente debido a que estas cargas negativas atraen cationes (iones Na positivos a los que sigue el agua) y repelen aniones. Estas cargas negativas hacen que el agrecano se hidrate. 
Como consecuencia de lo anterior, atrae agua al interior de la matriz, lo cual incrementa la tensión de la red de colágeno y contribuye a la tensión que puede soportar el tejido en conjunto. Es capaz de retener grandes cantidades de agua en un espacio muy limitado proporcionando elasticidad y flexibilidad al cartílago, permitiéndole amortiguar golpes. 
La matriz extracelular del cartílago permite la difusión de sustancias y tiene la capacidad para soportar peso. Por esa razón, la composición del medio extracelular en el cartílago es significativamente diferente a la de otros tejidos.
Existe gran variedad de proteoglicanos en el cartílago articular, pero solamente el agrecano se asocia con las propiedades de tumefacción del tejido. Las propiedades de tumefacción e inhibición de agua se asocian a los glucosaminoglucanos que se unen al núcleo de la proteína mediante enlace covalente. Por esa razón, el alto contenido de condroitín sulfato y querantán sulfato asociado al agrecano es tan importante en la organización extracelular de la molécula.

## Degradación
La degradación de estas moléculas se realiza mediante la rotura de la proteína central en lugares específicos. Las encargadas de esta degradación son las agrecanasas y las proteasas, una serie de enzimas presentes en la MEC cartilaginosa de origen condrocitano y extracartilaginoso. Los principales grupos de proteasas son: serinaproteasas, catepsinas y metaloproteasas, estas últimas reciben este nombre porque necesitan la presencia de zinc para su funcionamiento.
Las proteasas con capacidad para degradar los agrecanos son las catepsinas, son proteasas articulares y se conocen dos tipos diferentes, denominados catepsina B y D.

## Investigaciones
Numerosos estudios indican que los proteoglicanos también son los promotores de la mineralización de la matriz cartilaginosa, con esto afirman que una disminución en la concentración de agrecano o un aumento de su tamaño molecular puede llegar a causar la inhibición en la mineralización. 
Se ha demostrado que las mutaciones en el gen de la proteína de agrecano provocan cambios en su estructura bioquímica, alterando mecanismos propios de crecimiento normal y desestabilizando la matriz de otras macromoléculas como consecuencia directa de la interrupción de interacciones intermoleculares o interrupciones célula-matriz. Esto puede causar la destrucción de los tejidos, puede afectar directamente al desarrollo celular, niveles de Ca2+, depósito vesicular, etc.
Los condrocitos son los principales encargados de la secreción del agrecano. Para su secreción óptima y eficiente, la célula tiene que ser plenamente hipertrófica. Se ha observado que las diferencias bioquímicas en la molécula del agrecano, especialmente la ausencia del dominio G3 puede alterar su secreción. El agrecano queda acumulado dentro de la célula y atípicamente glicosilado. A causa de su acumulación intracelular los condrocitos sufren un estado de turgencia y posterior lisis.
Se han realizado estudios in vitro que demuestran que los proteoglicanos (PGCS) actúan de forma negativa en el crecimiento neurítico de las células en desarrollo, que a su vez está asociada con la despolimerización de filamentos de actina en el esqueleto neuronal.
Los PGCS también se expresan en mayor cantidad en patologías neurodegenerativas y en particular en lesiones de tipo traumático del sistema nervioso central (SNC) en adultos.
Los PGCS son responsables de la inhibición del crecimiento de los axones en vivo, así que sería posible utilizar el bloqueo de la inhibición como método para restablecer circuitos neuronales. Existen evidencias que sugieren que la degradación de proteoglicanos mediante acción enzimática, podría ser beneficiosa para el crecimiento axonal y para la recuperación de lesiones en el SNC de los mamíferos. Estos resultados hacen pensar que la manipulación de los modelos de respuesta a la lesión podrían favorecer a la recuperación de las funciones nerviosas de algunas enfermedades neurológicas que afectan al ser humano.
En los procesos de artrosis con degeneración del cartílago, se han comparado muestras recogidas en diferentes fases de la patología y se ha determinado que los estados menos avanzados de la enfermedad se caracterizan por la degradación del agrecano y de otras moléculas que no están relacionadas con el colágeno y no por la degradación de las fibras de colágeno del tipo II. 
Se han encontrado abundantes agrecanasas, enzima responsable de la degradación del agrecano, en los condrocitos de pacientes con osteoartrosis.
.

## Uso médico
La síntesis y la degradación de agrecano están siendo investigadas por su papel en el deterioro del cartílago durante la lesión de la articulación, la enfermedad y el envejecimiento. Se utiliza como biomarcador en el proceso degenerativo que se produce en la artrosis. Puesto que el agrecano y el queratán sulfato son los componentes predominantes del cartílago y tienen un rápido recambio metabólico, reúnen las condiciones ideales para ser marcadores de la lesión tisular. 
Los marcadores generados en la articulación, especialmente los agrecanos, como resultado de un proceso de degradación del cartílago articular son liberados al líquido sinovial, sufriendo posteriormente una nueva degradación en el sistema linfático previo a su paso a la sangre.
Se pueden encontrar fragmentos de moléculas de agrecano, como condroitín sulfato y queratán sulfato, en el líquido sinovial de pacientes con artrosis. La concentración de estas moléculas se ha usado como marcador de actividad y gravedad de la artrosis. Por ejemplo, en series de pacientes con artritis reumatoide, una relación alta agrecano/COMP mostró una buena correlación con la subsecuente necesidad de artroplastia de cadera o rodilla. En otras series, una relación elevada agrecano/COMP se asoció con una inflamación sinovial transitoria que no llevó a cronicidad. En pacientes con dolor de rodilla, las relaciones altas de agrecano/COMP se identificaban con la presencia de evidencias radiográficas de artrosis temprana. Sin embargo, las relaciones del marcador no proporcionan información acerca de la cinética de secreción del marcador desde los tejidos de origen como el cartílago articular, o acerca del grado de degradación y aclaramiento del marcador desde el líquido sinovial.
La validez de estas relaciones como indicadores de cambios en la actividad de procesos relacionados con la rotura y reparación del cartílago es, en cualquier caso, incierta.

## Patología
La displasia campomélica se trata de una osteocondrodisplasia poco habitual de carácter autosómico dominante cuya causa es una mutación en el factor de transcripción SOX9, localizado en el cromosoma 17.
Este factor controla la expresión del colágeno del tipo II y del agrecano. Las células que no tienen factor de transcripción SOX9 se quedan en el pericondrio y no se diferencian en condrocitos. Las personas afectadas por este desorden presentan huesos largos y arqueados, un menor número de costillas, alteraciones craneofaciales y de la columna vertebral y dificultad respiratoria severa.